# Via Júlia
La Via Julia és una rambla situada al districte barceloní de Nou Barris, entre els barris del Verdum i la Prosperitat. El seu recorregut discorre entre la Ronda de Dalt i la plaça de la República. Catalogada com a rambla des de 1986, està formada per tres voreres (una intermèdia) amb bastants arbres i dues calçades de tres carrils (un destinat a aparcaments de zona blava, un de circulació i un carril bici) al tram sud (que discorre de la Plaça Francesc Layret fins a la plaça de la República i d'un únic carril al tram nord (des de la Via Favencia/Cinturó de Ronda fins a la Plaça Francesc Layret). La via abans era una ferida que partia el Verdum i el barri de la Prosperitat, amb amplades i cotes diferents i amb un gran promontori difícil de camuflar: l'encofrat del túnel de la L4 del Metro de Barcelona.
L'espai que ocupa avui dia la Via Julia està format pels antics carrers de Portallada i el carrer dels Quaranta Metres, el qual durant un temps es va anomenar Carrer de Karl Marx, però amb l'arribada del general Francisco Franco al poder després de la Guerra Civil es va tornar a canviar el seu nom al de Carrer dels Quaranta Metres. Posteriorment, a la dècada dels 80, aquests dos carrers van donar lloc a l'actual Via Júlia, que prové del nom oficial de l'antiga Barcino romana: Colonia Faventia Iulia Augusta Pia Bàrcino.

## Escultures i monuments
La planificació d'un gran projecte de reurbanització la va convertir en un dels passejos més arreglats de tot Nou Barris, que a més ha estat enriquit amb cinc escultures notables:

### "Torre de Llum"
Dissenyat per Antoni Rosselló. També anomenat popularment "pirulí", "la xeringa" o "monument al ionqui" és un monument Monòlit que pretenia ser un far urbà, però que com a far no ha funcionat mai. Consta d'una base metàl·lica de ferro colat, coronada per una estructura per l'interior de la qual traspassa la llum.

### "Escullera"
Dissenyada per Jaume Plensa, l'Escullera és un conjunt de tres escultures antropomorfes de ferro colat que es van col·locar sobre unes roques, aprofitant la forma esglaonada de la plaça Francesc Layret el 1988.
Posteriorment, amb motiu de la construcció d'un aparcament subterrani, es va remodelar la plaça per a dotar-la de millors instal·lacions i un entorn més agradable per a la ciutadania, i reconvertir-la en 'plaça dura' (plaça on predominen superfícies dures). La nova plaça es va inaugurar el 14 de desembre de 2002.
El 29 de gener de 1999, les escultures es van col·locar a tres nivells diferents a l'eixample del carrer Conflent: la més gran a la vorera del costat mar de la Via Júlia mentre les altres dues enmig dels parterres de gespa que baixen cap a la plaça d'Àngel Pestanya.
Jaume Plensa les descrivia així: «L'escultura no és una qüestió de voyeurisme, s'ha de poder compartir, caminar al seu voltant, travessar-la, entrar dins seu. L'escultura és, de fet, un pretext per a provocar un moviment, interior certament, però també físic i en diversos sentits que no es poden controlar».
Malgrat tot, aquest grup d'escultures estan completament degradades a causa de la manca de manteniment en un entorn que no les acompanya en absolut arran de la reforma de la plaça Francesc Layret.

### "Júlia (els Altres Catalans)"
Obra de Jaume Plensa. També anomenada popularment "R de Roquetes" o "L'Arbre dels Penjats". És una estructura en forma de R en ferro colat simulant l'òxid. Vol simbolitzar un homenatge a la població emigrant. És una de les escultures més reconegudes del barri.

### Monument a Josep Anselm Clavé
Monument d'autor desconegut dedicat a Josep Anselm Clavé. És un monòlit de granit polit adornat amb relleus en bronze.

### "La República"
Es tracta d'un conjunt monumental que consta d'una estàtua de Josep Viladomat feta de bronze instal·lada al centre d'un disseny monumental en ferro colat fet pels arquitectes Heli Pinyó i Albert Viaplana, així com també d'un medalló de bronze dissenyat per Joan Peu, dedicat al president de la I República Francesc Pi i Margall, situada a la rotonda de la plaça de la República, antiga Plaça Llucmajor.
L'estàtua i el medalló formaven part del monument "El llapis", situats a la plaça del Cinc d'Oros. El monument va ser inaugurat pel president de la Generalitat Lluís Companys el 12 d'abril de 1936. L'alcalde franquista va retirar l'estàtua de Josep Viladomat i el medalló en honor de Francesc Pi i Margall el 13 de gener de 1939. En lloc seu es van col·locar una estàtua amb símbols feixistes (com el típic braç enlaire) i un escut preconstitucional amb un gran àliga. L'escultura i el medalló van sobreviure miraculosament amagats en uns emmagatzemis propietat de l'ajuntament al carrer Welligton, salvats per alguns funcionaris republicans. Es van redescobrir a la dècada de 1980 i, després d'estar uns anys a la Plaça Sóller del barri de Porta, a la vora de la Plaça, es va decidir situar-los a la seva posició actual l'any 1990.